# Дубайська опера

Дубайська опера — багатофункціональний театр мистецтв, відкритий в Дубаї (Об'єднані Арабські Емірати) 2016 року.

## Загальні відомості
Дубайська опера — другий оперний театр в регіоні Перської затоки (перший — Королівська опера в Маскаті, Оман).
Оперний театр розташований в концептуальному кварталі «The Opera District» в районі Даунтаун Дубай, безпосерердньо біля найвищої будівлі у світі — 800-метрової Бурдж Халіфа.
Про намір створення театру було повідомлено Мохаммед ібн Рашид Аль Мактумом ще у березні 2012 року. Але спорудження театру розпочалося тільки в 2013, а завершилося в 2016 року. У загальному, будівля  створена у формі дау, традиційних арабських дерев'яних суден, що курсували водами Перської затоки протягом століть. Основний зал опери на 2000 місць спроєктований так, щоб місця були не більше ніж за 35 метрів від сцени. Акустика, на думку фахівців, дуже якісна. Сцена театрально-розважального комплексу може трансформуватися під потреби шоу різного формату. 
Оперу відкрили 31 серпня 2016 року закритим концертом Пласідо Домінго. Знімати концерт було заборонено, а квитки ще у квітні були розпродані лише за 3 години.  Дебютний сезон відкривається трупою театру з Трієста, яка має дати 6 перших спектаклів, зокрема опери «Севільський цирульник». Програма першого сезону містила класичну оперу, балет та бродвейські мюзикли.
Директор Дубайської опери Джаспер Хоуп так оцінив важливість відкриття театру: «Для міста це означає дуже багато, як і для всієї країни. Тепер вона може подарувати аудиторії можливість насолодитися якісними виставами, чого люди були позбавлені раніше. Це велика новинка, у цьому сенсі — це головна відмінність від міст, де опера існувала впродовж трьох чи чотирьох сотень років».